# یاسر السباعی
یاسر السباعی (انگلیسی: Yasser Sibai؛ زادهٔ ۶ فوریهٔ ۱۹۷۲) یک بازیکن فوتبال اهل سوریه است.
از باشگاه‌هایی که در آن بازی کرده‌است می‌توان به تیم ملی فوتبال سوریه اشاره کرد.
وی همچنین در تیم‌های ملی فوتبال Syria Under-20 سوریه بازی کرده است.